# Ліс за межами світу
«Ліс за межами світу» (англ. The Wood Beyond the World) — фентезійний роман англійського письменника Вільяма Морріса, вперше опублікований 1894 року.

## Сюжет
Син купця Вальтер виріс сильним, ставним і сміливим чоловіком, але з дружиною йому не пощастило. Вона цінує в ньому тільки багатство, тож Вальтер у 25 років вирішує вирушити в далекі краї, щоб відпочити. Батько споряджає корабель і, благословивши, відпускає сина подорожувати. Перед відправкою судна, на пристані, той бачить дивну процесію: карлик потворного вигляду, за ним слідує красива дівчина з невільничим браслетом на нозі, і замикає ходу велична й чарівна жінка. Образ цієї трійці запав у душу Вальтеру і щоразу прибуваючи в новий порт, Вальтер шукає очима незнайомців.
Звістка про смерть батька спонукає мандрівника повернутися на батьківщину. Дорогою додому, потрапивши в бурю, він і його супутники губляться. Судно пристає до незнайомого берега на ремонт. Керуючись натхненням, Вальтер відокремлюється від команди та зустрічає старого, котрий радить перетнути гори, видні в далині. Вальтер, пройшовши через гірську ущелину, потрапляє в Ліс за межею світу.
Мандруючи Лісом, Вальтер зустрічає Карлика, що дає йому трохи харчів. Згодом він бачить в саду дівчину Невільницю, яка розповідає, що її поневолила Пані. Ця жінка, як виявляється, причарувала принца Золотого дому, але розчарована в ньому і бажає зробити Вальтера своїм коханцем. Тим часом Вальтер закохується в Невільницю, вона відповідає взаємністю, але застерігає, щоб він її не торкався, інакше Пані покарає її. Вальтер визволяє дівчину і вдвох вони тікають.
Вони знаходять прихисток в дикунів Ведмежого народу. В тумані закохані губляться і Вальтер побоюється, що дівчина покинула його, але незабаром вони знов знаходять одне одного. Пара доходить до Міста міцної стіни, у якому недавно помер король і трон пустує. За традицією королем стане перший чужинець, що увійде у місто після смерті старого короля. Вальтер стає правителем міста та одружується з коханою і вони започатковують могутню династію.